# Tân Thới Hòa
Tân Thới Hòa là một phường thuộc quận Tân Phú, Thành phố Hồ Chí Minh, Việt Nam.

## Địa lý
Phường Tân Thới Hòa nằm ở phía nam quận Tân Phú, có vị trí địa lý:
- Phía đông giáp Quận 11
- Phía tây giáp quận Bình Tân
- Phía nam giáp Quận 6
- Phía bắc giáp phường Hiệp Tân và Hòa Thạnh.

Phường có diện tích 1,15 km², dân số năm 2021 là 31.070 người,  mật độ dân số đạt 27.017 người/km².

## Lịch sử
Địa danh Tân Thới Hòa có từ thời Pháp thuộc, khi đó là tên một làng thuộc tổng Dương Hòa Thượng, quận Gò Vấp, tỉnh Gia Định. Làng Tân Thới Hòa được thành lập vào ngày 5 tháng 12 năm 1916 trên cơ sở sáp nhập ba làng có từ thời Nguyễn là Tân Hòa, Tân Hòa Tây và Bình Thới. Ngày 5 tháng 1 năm 1923, chính quyền thực dân Pháp cắt một phần làng Tân Thới Hòa (gồm đất của các làng Bình Thới và Tân Hòa cũ) để sáp nhập vào thành phố Chợ Lớn (khu vực này hiện nay thuộc địa bàn Quận 6 và Quận 11). Đến ngày 9 tháng 12 năm 1939, làng Tân Thới Hòa cũng được sáp nhập với làng Phú Thọ thành làng Phú Thọ Hòa.
Sau năm 1956, các làng được gọi là xã. Năm 1957, chính quyền Việt Nam Cộng hòa tách tổng Dương Hòa Thượng thuộc quận Gò Vấp để thành lập quận Tân Bình thuộc tỉnh Gia Định, xã Phú Thọ Hòa thuộc quận Tân Bình. Tân Thới Hòa lúc này là một ấp thuộc xã Phú Thọ Hòa.
Năm 1976, xã Phú Thọ Hòa giải thể để thành lập các phường mới thuộc quận Tân Bình. Lúc này, ấp Tân Thới Hòa cũ thuộc địa bàn phường 20.
Ngày 5 tháng 11 năm 2003, Chính phủ ban hành Nghị định 130/2003/NĐ-CP. Theo đó:
- Thành lập quận Tân Phú trên cơ sở toàn bộ diện tích và dân số của các phường 16, 17, 18, 19, 20; một phần diện tích và dân số của các phường 14, 15 thuộc quận Tân Bình
- Thành lập phường Tân Thới Hòa thuộc quận Tân Phú trên cơ sở 114,60 ha diện tích tự nhiên và 26.129 người của Phường 20.

## Di tích
- Đình Tân Hòa Tây[4]